# Patrik Čavar
Patrik Čavar (Metković, 24 maart 1971) is een voormalig Kroatisch handballer die onder andere voor het Spaanse FC Barcelona-Cifec uitkwam.
Op de Olympische Spelen van 1996 in Atlanta won hij de gouden medaille met Kroatië.

## Carrière
- 1986-1989: RK Metković
- 1989-1990: RK Borac Banja Luka
- 1990-1997: RK Zagreb
- 1997-2001: FC Barcelona-Cifec
- 2001-2005: BM Granollers
- 2005-jan2006: RK Agram Medveščak Zagreb
- jan2006-2007: Saint Marcel Vernon

Patrik Čavar · Valner Franković · Slavko Goluža · Bruno Gudelj · Vladimir Jelčić · Božidar Jović · Nenad Kljaić · Venio Losert · Valter Matošević · Zoran Mikulić · Alvaro Načinović · Goran Perkovac · Iztok Puc · Zlatko Saračević · Irfan Smajlagić · Vladimir Šujster